# Otto Dermuth

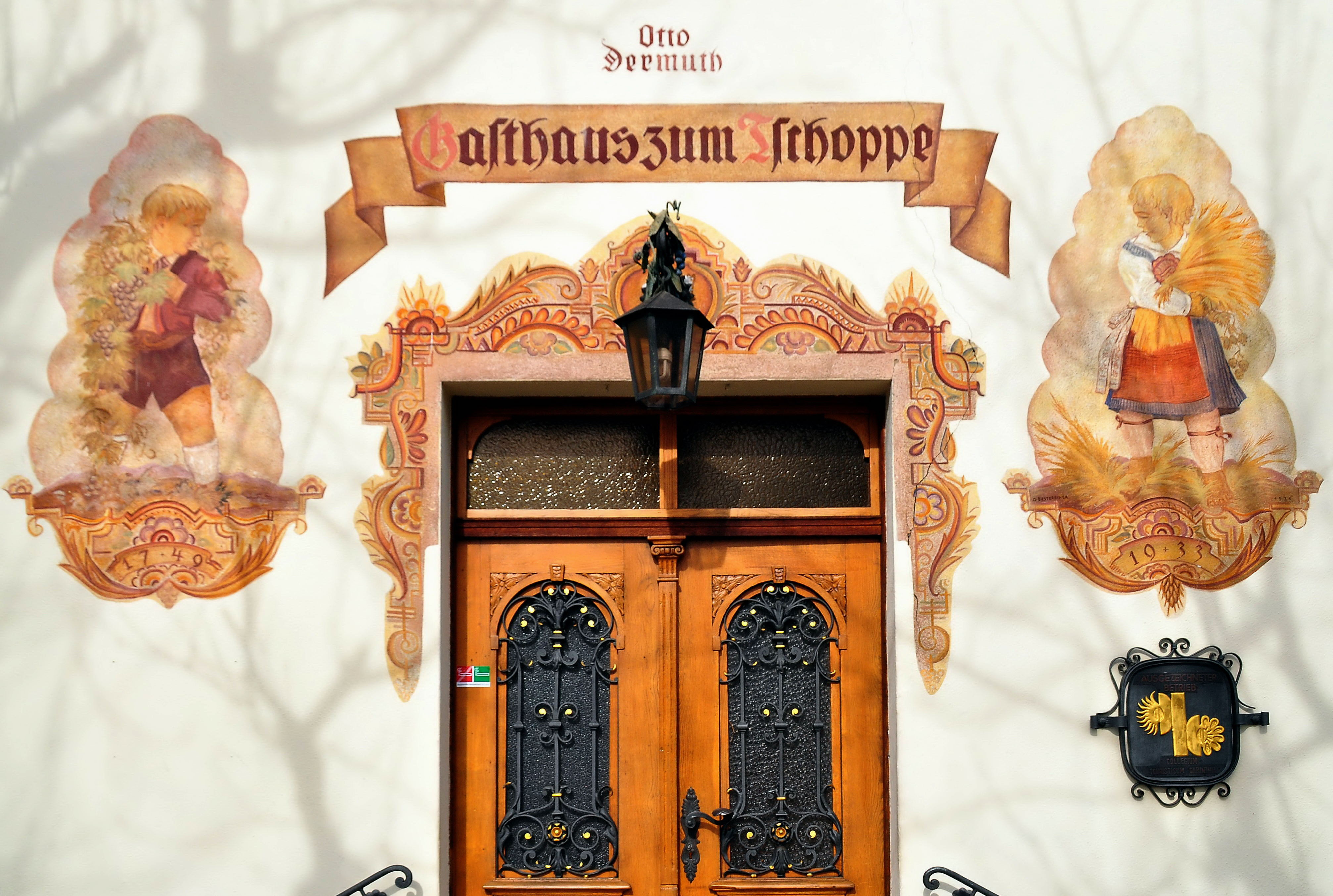
Eingang des Dermuth'schen Gasthauses in St. Martin mit Fresken von Otto Bestereimer

Otto Dermuth (* um 1890; † 12. August 1950) war ein österreichischer Unternehmer und Politiker (ÖVP). Von 1948 bis 1950 war er Vizebürgermeister der Landeshauptstadt Klagenfurt.

## Biographie
Otto Dermuth entstammte einer alteingesessenen Familie von Gastronomen und Landwirten im heutigen Klagenfurter Stadtteil St. Martin. In den 1930er Jahren war Dermuth Bürgermeister der bis 1938 eigenständigen (und dann an Klagenfurt angeschlossenen) Gemeinde. Unmittelbar nach dem Zweiten Weltkrieg gehörte er als Stadtrat der ersten, von den britischen Besatzern eingerichteten Stadtregierung an (siehe auch: Klagenfurter Gemeinderat 1945). Zu seinen Aufgabenbereichen gehörten Ernährungsfragen und Gewerbe. 1948, im Zuge einer Erweiterung und Neukonstituierung des Gemeinderates, wurde Dermuth Nachfolger des aufgrund von Verstößen gegen das Kriegsverbrechergesetz in die Kritik geratenen Vizebürgermeisters Franz Krassnig. Er wurde nach den Wahlen des Jahres 1949 im Amt bestätigt, übergab dieses jedoch danach 1950 an Blasius Scheucher. Otto Dermuths Sohn Walter Dermuth, ein  Unternehmer, bekleidete das Amt des Vizebürgermeisters von 1979 bis 1985.